# Lissarca ornata
Lissarca ornata är en musselart som först beskrevs av Crozier 1966.  Lissarca ornata ingår i släktet Lissarca och familjen Philobryidae. Inga underarter finns listade i Catalogue of Life.